# Arapiraca
Arapiraca é um município brasileiro no estado de Alagoas, Região Nordeste do país. Localiza-se no Agreste alagoano e pertence à Região Metropolitana do Agreste, estando situado a cerca de 125 km a oeste da capital do estado. Ocupa uma área de pouco mais de 345 km², sendo 59 km² em área urbana, e sua população estimada em 2024 era de 243 661 habitantes. Sendo o segundo município com maior população de Alagoas e o nono do interior do Nordeste.
O desenvolvimento da cidade se deu principalmente nos anos de 1970, quando a cultura da produção de fumo, o antigamente conhecido "Ouro Verde", uma das principais atividades econômicas da época na região, elevou a cidade a categoria de município. Mas, atualmente, a cidade conta com várias empresas de grande porte e inúmeras empresas de pequeno porte que dão grande impulso na economia local.
Atualmente, a cidade Arapiraquense vem se destacando por ser uma das que mais vêm gerando empregos em todo o território nacional. De acordo com dados do Cadastro Geral de Empregados e Desempregados, divulgados pelo Ministério do Trabalho e Emprego, Arapiraca foi o quarto maior gerador de empregos com carteira assinada no país em 2015. De acordo com o MTE, a cidade gerou 2.076 empregos no ano passado, ficando atrás apenas das cidades de Canaã dos Carajás, no Pará, que gerou 2.801 vagas com carteira assinada, Pontal do Paraná, no Paraná, que registrou 2.265 vagas de trabalho e Matão, no estado de São Paulo, com a criação de 2.110 postos formais de trabalho.

## Etimologia
Segundo uma tradição popular, a palavra Arapiraca tem origens indígenas e significa: "ramo que arara visita". Porém, de acordo com o tupinólogo Eduardo de Almeida Navarro, a palavra "Arapiraca" originou-se do termo tupi arupare'aka, que significa "farpas".

## História

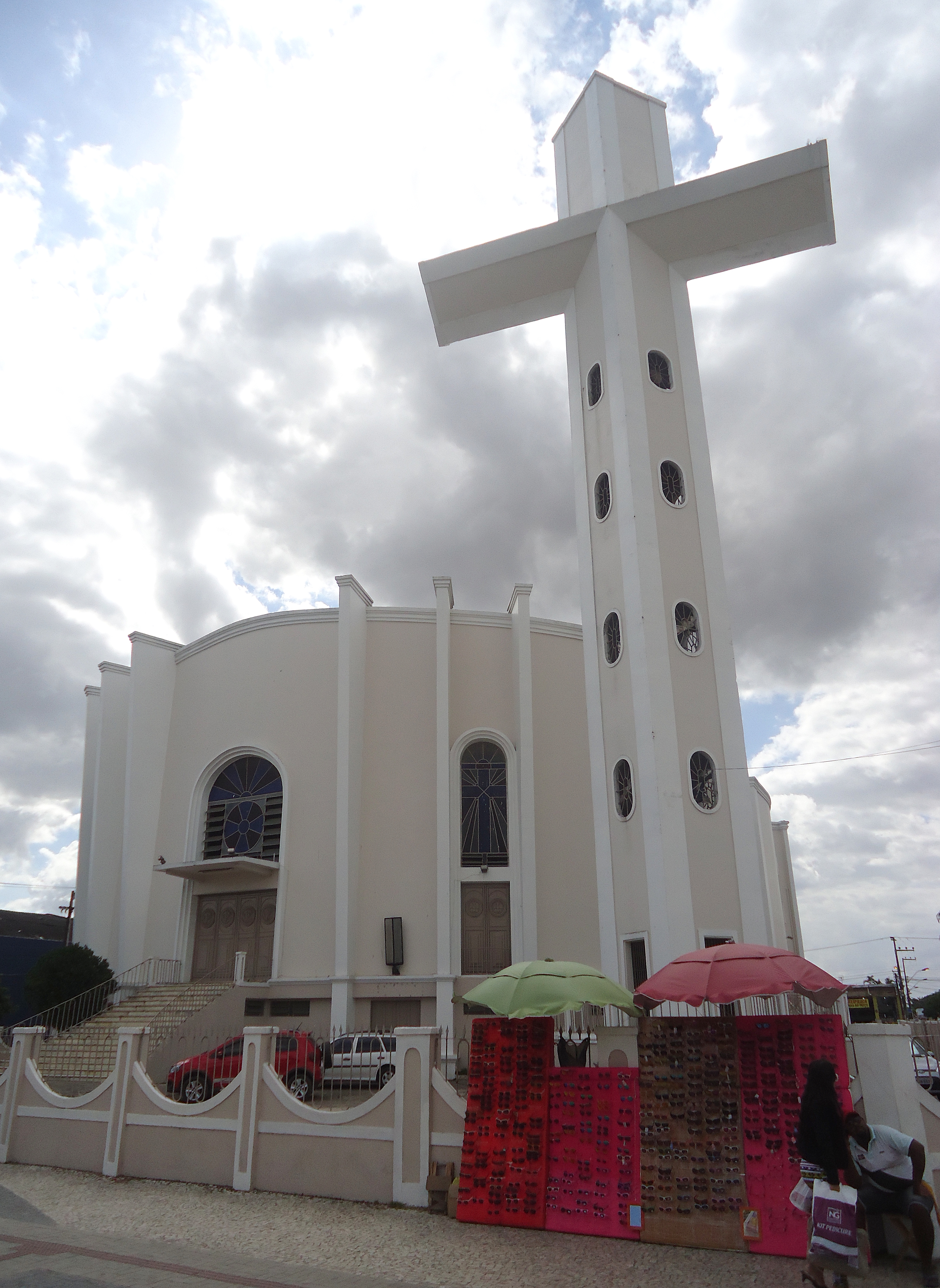
Igreja de Nossa Senhora do Bom Conselho

A região na qual foi fundada a cidade de Arapiraca, no Agreste de Alagoas, foi ocupada por grupos associados à Tradição Aratu, cujas datações mais antigas no Nordeste remetem aos anos 800 D.C. Dezenas de sítios arqueológicos com vestígios cerâmicos associados a esta tradição são encontrados na região, conhecidos pela população como chã de cacos. Muitos desses sítios são cemitérios, caracterizados por ossadas depositadas no interior de igaçabas, grandes potes cerâmicos. Alguns destes povos ainda se encontravam na região quando ela começou a ser ocupada pelos colonizadores europeus. 
Registros orais sobre a origem da Comunidade Quilombola do Carrasco, localizada no município, remontam a ocupação na região ao início do século XIX, em razão da existência da Feira de Santa Luzia. Em 1843, terras foram compradas por Amaro da Silva Valente ao casal Caetano Dantas de Barros Leite e Joaquina de Campos iniciando a ocupação mais sistemática da área.
Em 1848, Maria Valente Correia e Manoel André Correia dos Santos tomaram posse da propriedade comprada por seu pai e sogro. O lugarejo que se formou a partir de meados do século XIX, com a chegada de parentes de Manoel André e Maria Valente, passou a ser conhecido por sítio Lagoa de Arapiraca.
Em 1864, Manoel André, com a ajuda de José Veríssimo Nunes dos Santos, iniciou a construção de uma capela sobre o túmulo de sua esposa, sendo somente concluída e inaugurada em 1865, com a realização da bênção e da missa inaugural no dia 02 de fevereiro, celebrada pelo padre Otávio Oliveira, de São Brás. Os produtos agrícolas produzidos no povoado, eram vendidos na feira de Lagoa dos Veados, próximo ao povoado de Arapiraca.
Manoel André também contribuiu para o crescimento econômico dos povoados vizinhos. Manoel abriu uma trilha ao qual era possível levar comboios de animais até a Vila de Porto da Folha (hoje cidade de Traipu), como ficou conhecida até o ano de 1876. Essa trilha foi se tornando conhecida na região central de Alagoas e por ela era escoado todos os produtos dos povoados vizinhos. No ano de 1880, Esperidião Rodrigues, associando-se com Florêncio Apolinário, se estabeleceram no povoado de Arapiraca com a primeira casa de negócio, no ramo de estivas e tecidos e em 1884 Esperidião criou a primeira feira.

### Emancipação política
Como distrito, Arapiraca esteve subordinada, sucessivamente, a Penedo, Porto Real do Colégio, São Brás e Limoeiro de Anadia. Foi elevado à categoria de município em 30 de outubro de 1924, constituindo-se de territórios desmembrados de Palmeira dos Índios, Porto Real, São Brás, Traipu e Limoeiro de Anadia.
A partir da década de 1970, por conta da grande área plantada de fumo, que gerou um excesso do produto nas pequenas indústrias de beneficiamento do tabaco que havia na região, e a consequente diminuição no preço, seguiu-se um ciclo de decadência da fumicultura. Desde os anos de 1980, experimenta um crescimento econômico com seu comércio (com destaque para a tradicional feira livre) e serviços. Além disso, o setor industrial do município tem apresentado relativo crescimento nos últimos anos.

## Geografia

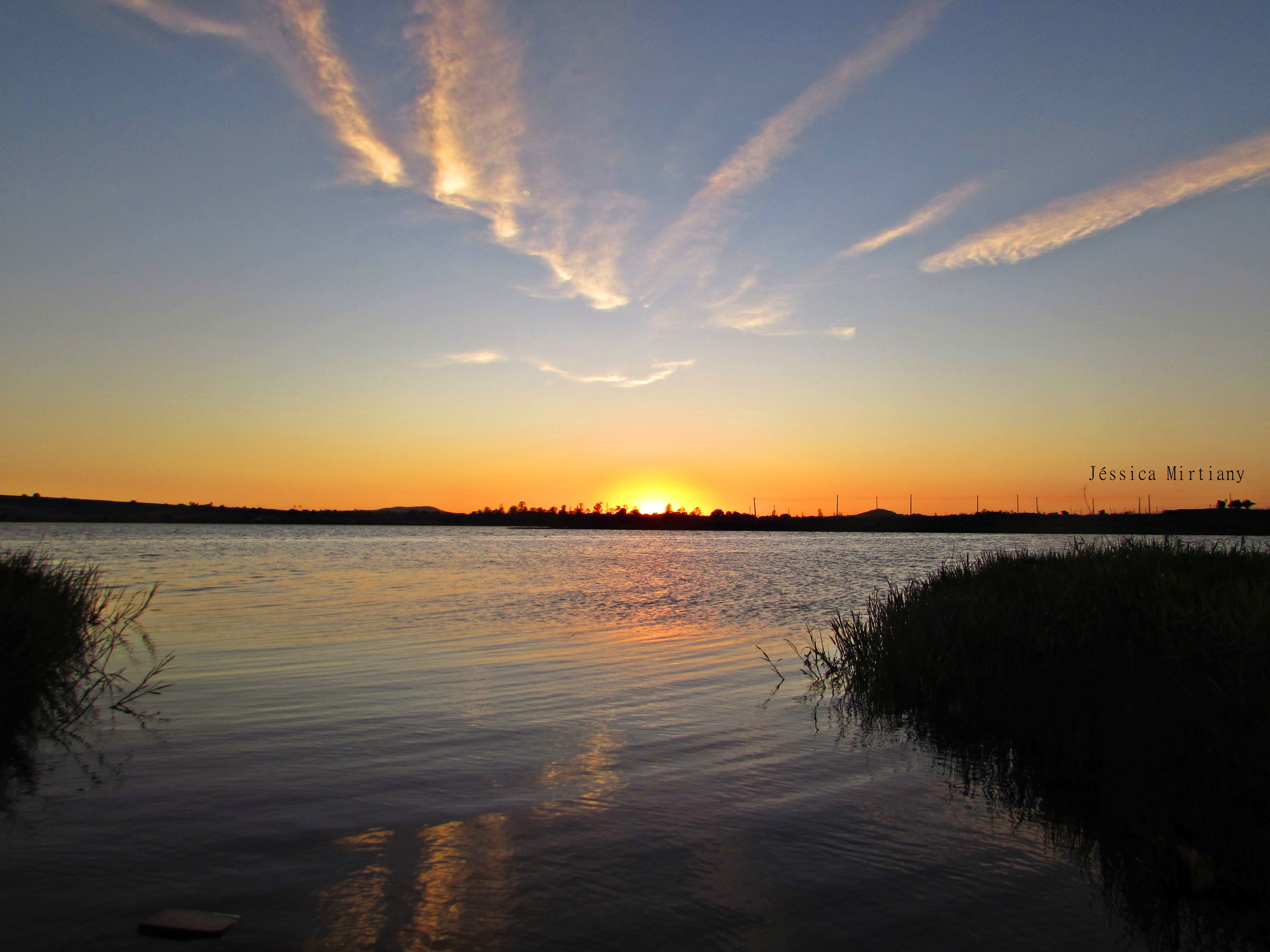
Pôr do sol no Lago da Perucaba

Sua área é de 351 quilômetros quadrados, situada numa ampla planície, fica a 265 metros de altitude, distando 123 quilômetros de Maceió e 44 quilômetros de Palmeira dos Índios. O clima é considerado um dos mais saudáveis do estado.
O mais importante município do interior alagoano, Arapiraca destaca-se como importante centro comercial da região agreste localizando-se no centro geográfico do estado de Alagoas. A área de influência direta do município atinge uma população de aproximadamente meio milhão de habitantes.
Limita ao norte com o município de Igaci, ao sul com o município de São Sebastião, a leste com os municípios de Coité do Noia e Limoeiro de Anadia, a oeste com os municípios de Lagoa da Canoa e Girau do Ponciano e Feira Grande, a noroeste com o município de Craíbas e a sudeste com o município de Junqueiro.

### Clima
O clima arapiraquense é caracterizado como tropical quente semiúmido, ou sub-úmido (tipo Bsh segundo Köppen), com temperatura média anual de 24,8 °C e pluviosidade média de cerca de 611 mm/ano, concentrados entre os meses de abril e julho. As precipitações caem principalmente sob a forma de chuva e podem ainda vir acompanhadas de descargas elétricas e fortes rajadas de vento. De acordo com o Grupo de Eletricidade Atmosférica do Instituto Nacional de Pesquisas Espaciais (ELAT/INPE) em 2018, o município apresenta uma densidade de descargas de 0,24 raios por km²/ano.
Segundo dados do Instituto Nacional de Meteorologia (INMET) coletados na estação meteorológica automática da cidade, instalada em 26 de abril de 2008, a menor temperatura registrada foi de 15,1 °C em 17 de julho de 2017, e a maior atingiu 39,8 °C em 26 de novembro de 2015. O maior acumulado de precipitação em 24 horas, por sua vez, foi de 100,3 mm em 10 de junho de 2009.
| Dados climatológicos para Arapiraca | Dados climatológicos para Arapiraca | Dados climatológicos para Arapiraca | Dados climatológicos para Arapiraca | Dados climatológicos para Arapiraca | Dados climatológicos para Arapiraca | Dados climatológicos para Arapiraca | Dados climatológicos para Arapiraca | Dados climatológicos para Arapiraca | Dados climatológicos para Arapiraca | Dados climatológicos para Arapiraca | Dados climatológicos para Arapiraca | Dados climatológicos para Arapiraca | Dados climatológicos para Arapiraca |
| Mês | Jan                                 | Fev                                 | Mar                                 | Abr                                 | Mai                                 | Jun                                 | Jul                                 | Ago                                 | Set                                 | Out                                 | Nov                                 | Dez                                 | Ano                                 |
| --- | ----------------------------------- | ----------------------------------- | ----------------------------------- | ----------------------------------- | ----------------------------------- | ----------------------------------- | ----------------------------------- | ----------------------------------- | ----------------------------------- | ----------------------------------- | ----------------------------------- | ----------------------------------- | ----------------------------------- |
| Temperatura máxima recorde (°C) | 38,2                                | 37,5                                | 38,3                                | 37,5                                | 35,8                                | 34,3                                | 30,6                                | 32,7                                | 36                                  | 37,5                                | 39,8                                | 38                                  | 39,8                                |
| Temperatura máxima média (°C) | 31,6                                | 31,5                                | 31,4                                | 30,2                                | 28,2                                | 26,4                                | 25,5                                | 25,9                                | 27,5                                | 29,7                                | 31,5                                | 32                                  | 29,3                                |
| Temperatura média (°C) | 26,3                                | 26,4                                | 26,4                                | 25,7                                | 24,4                                | 23,1                                | 22,1                                | 22,2                                | 23,2                                | 24,7                                | 25,9                                | 26,5                                | 24,8                                |
| Temperatura mínima média (°C) | 22,7                                | 22,8                                | 22,9                                | 22,5                                | 21,7                                | 20,6                                | 19,7                                | 19,3                                | 20                                  | 21,2                                | 22                                  | 22,5                                | 21,5                                |
| Temperatura mínima recorde (°C) | 18,8                                | 19,4                                | 19                                  | 18,2                                | 18                                  | 16,2                                | 15,1                                | 15,4                                | 15,6                                | 17,2                                | 17,4                                | 18,4                                | 15,1                                |
| Precipitação (mm) | 41                                  | 44                                  | 52                                  | 69                                  | 82                                  | 75                                  | 75                                  | 54                                  | 38                                  | 29                                  | 30                                  | 22                                  | 611                                 |
| Dias com precipitação | 8                                   | 8                                   | 10                                  | 12                                  | 13                                  | 16                                  | 16                                  | 14                                  | 10                                  | 6                                   | 4                                   | 5                                   | 122                                 |
| Umidade relativa (%) | 67                                  | 69                                  | 70                                  | 73                                  | 79                                  | 82                                  | 82                                  | 78                                  | 74                                  | 69                                  | 65                                  | 65                                  | 73                                  |
| Fonte: Climate-Data.org — temperaturas e precipitações médias; e Instituto Nacional de Meteorologia (INMET) — recordes de 26/04/2008 a 30/04/2021 e 01/09/2023 a 15/10/2024 |                                     |                                     |                                     |                                     |                                     |                                     |                                     |                                     |                                     |                                     |                                     |                                     |                                     |

## Política e administração

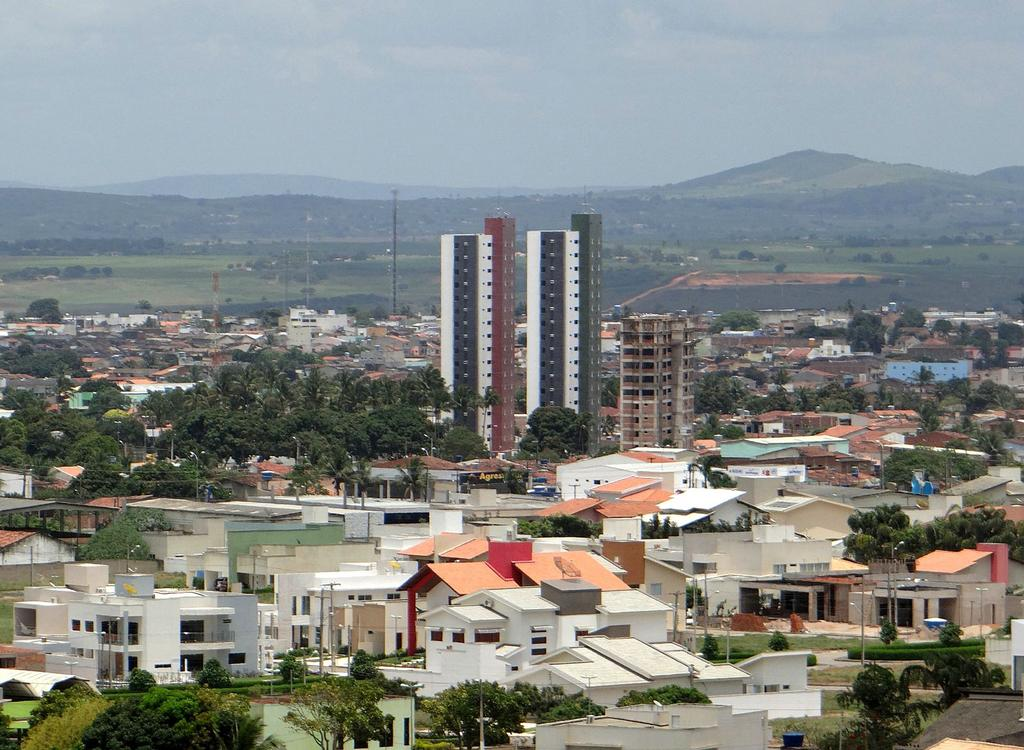
Vista parcial da cidade

A administração municipal se dá pelos poderes Executivo e Legislativo. O primeiro representante do poder Executivo e prefeito do município foi Esperidião Rodrigues, eleito nas primeiras eleições realizadas após a emancipação política.
O poder Legislativo, por sua vez, é constituído pela câmara municipal, composta por 19 vereadores eleitos para mandatos de quatro anos (em observância ao disposto no artigo 29 da Constituição). Cabe à casa elaborar e votar leis fundamentais à administração e ao Executivo, especialmente o orçamento participativo (Lei de Diretrizes Orçamentárias).

## Economia
O Produto interno bruto (PIB) de Arapiraca é o maior de sua microrregião, sendo seguido pelo PIB de Marechal Deodoro, São Miguel dos Campos e Coruripe. Nos dados do IBGE de 2012 o município possuía R$ 2 bilhões e 416 milhões de reais no seu Produto Interno Bruto.
Em 2021, o PIB per capita era de R$ 25.248,44. Na comparação com outros municípios do estado, ficava nas posições 22 de 102 entre os municípios do estado e na 2590 de 5570 entre todos os municípios. Já o percentual de receitas externas em 2023 era de 77,36%, o que o colocava na posição 70 de 102 entre os municípios do estado e na 4063 de 5570. Em 2023, o total de receitas realizadas foi de R$ 1.025.070.037,12 (x1000) e o total de despesas empenhadas foi de R$ 1.012.564.524 (x1000). Isso deixa o município nas posições 2 e 2 de 102 entre os municípios do estado e na 155 e 160 de 5570 entre todos os municípios.

## Estrutura urbana

### Acesso
O acesso a cidade se dá pelo Aeroporto de Arapiraca e pelo Terminal Rodoviário Deputado Nezinho.

### Educação

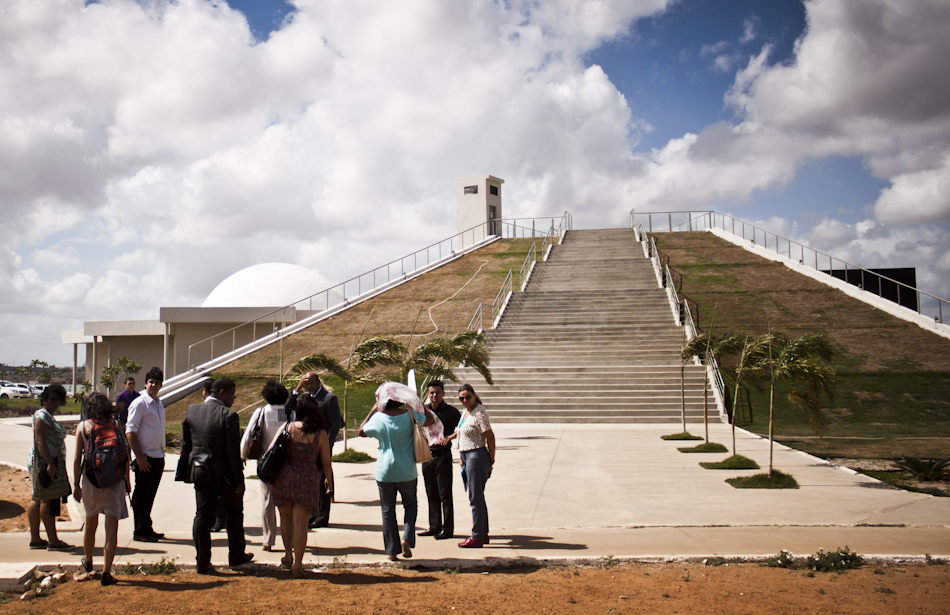
Vista exterior do Planetário

A cidade de Arapiraca, em 2012, tanto para a rede pública como para a rede particular, contava com aproximadamente 5.544 matrículas, 322 docentes e 98 escolas para a educação pré-escolar; 36.387 matrículas, 1.602 docentes e 108 escolas para o ensino fundamental e 10.877 matrículas, 461 docentes e 26 escolas para o Ensino médio.
Em relação ao IDEB, no ano de 2023, o IDEB para os anos iniciais do ensino fundamental na rede pública era 5,5 e para os anos finais, de 4,9. Na comparação com outros municípios do estado, ficava nas posições 55 e 35 de 102. Já na comparação com municípios de todo o país, ficava nas posições 3389 e 2278 de 5570.
O município ainda conta com 2 universidades públicas, UFAL e UNEAL, e 1 instituto federal, IFAL, além de diversas instituições particulares de ensino superior, como:
- CESAMA - CENTRO DE ENSINO SUPERIOR ARCANJO MIKAEL DE ARAPIRACA
- FAESA - FACULDADE ALTERNATIVA DE ENSINO SUPERIOR DO AGRESTE - FAESA
- UNINTER - CENTRO UNIVERSITÁRIO INTERNACIONAL
- IESC - INSTITUTO DE ENSINO SUPERIOR SANTA CECÍLIA
- UNIDERP - UNIVERSIDADE ANHANGUERA - UNIDERP
- ULBRA - UNIVERSIDADE LUTERANA DO BRASIL
- UNIFACS - UNIVERSIDADE SALVADOR
- UNIP - UNIVERSIDADE PAULISTA
- UNIT - UNIVERSIDADE TIRADENTES
- UNOPAR - UNIVERSIDADE NORTE DO PARANÁ  Além disso, Arapiraca tem o que é considerado um dos melhores e mais modernos planetários digitais do Brasil com um auditório com capacidade para 235 pessoas sendo inaugurado no dia 2 de outubro de 2012[34] O município também conta com uma ampla rede de bibliotecas digitais construídas em várias praças arapiraquenses denominadas de "Arapiraquinhas", tendo a sua primeira unidade inaugurada em agosto de 2010, no bairro Jardim Esperança.[34]

| Ensino pré-escolar | 5.544  | 322   | 98  |
| Ensino fundamental | 36.387 | 1.602 | 108 |
| Ensino médio       | 10.877 | 461   | 26  |

### Futebol

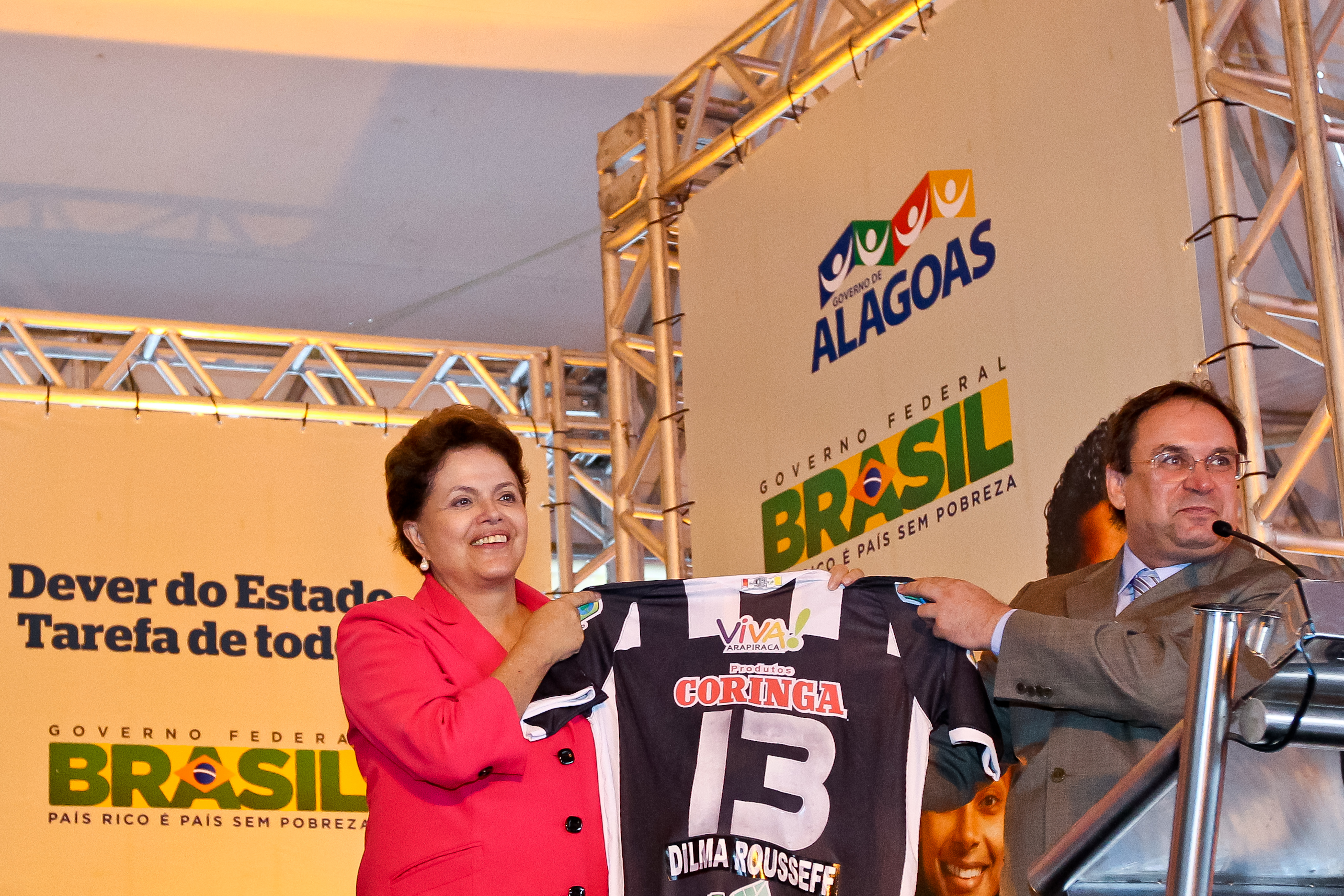
Dilma Rousseff recebe do prefeito Luciano Barbosa a camisa do time de futebol local ASA de Arapiraca durante cerimônia.

Arapiraca tem dois times de futebol: o ASA, fundado no dia 25 de setembro de 1952, quando empresários e autoridades locais viram a necessidade de haver um time que representasse a cidade. E o Cruzeiro de Arapiraca, fundado no dia 28 de maio de 2019, com o projeto de alcançar a elite e disputar as principais competições a nível nacional. Os dois times mandam seus jogos no Estádio Municipal Coaracy da Mata Fonseca, popularmente conhecido como Fumeirão, fundado no dia 24 de maio de 1953 e que hoje conta com capacidade estimada de 15.000 pessoas e tendo a dimensão do gramado de 110 x 70, sendo considerado como um dos maiores estádios de futebol de Alagoas. O recorde de público foi na partida entre ASA e CRB, no dia 12 de julho de 1981, com público aproximado de 18.321 pessoas, sendo que o segundo time citado venceu por 2 a 1. A primeira partida realizada foi entre o ASA e o Cavaco EC, acabando com vitória do ASA por 3 a 0. Em 2010, com a ascensão do ASA à Série B do Campeonato Brasileiro, o estádio foi devidamente reformado para atender às exigências da competição. Seu projeto de ampliação e modernização foi executado com recursos da prefeitura de Arapiraca mediante repasse da verba de 1,5 milhão de reais.